# Praça José Cavalini
A Praça José Cavalini é a principal praça do bairro Coração de Jesus, em Belo Horizonte, e é uma das praças mais antigas da cidade. Em razão de o bairro ser pouco conhecido, costuma-se dizer que tal praça se localiza no Bairro Luxemburgo, que começa, na verdade, alguns quarteirões acima.
O nome desta praça foi escolhido como uma forma de homenagear o antigo empresário José Cavalini, fundador da lavandaria Eureka (A maior empresa do ramo na América Latina),  e que se destacou pelo seu incentivo ao desenvolvimento do bairro onde está situada a praça assim como à construção da avenida Prudente de Morais.
Atualmente está passando por revitalização e rearborização.
Nela há um busto, em bronze, de José Cavallini (obra de Aristocher Benjamin Meschessi), que foi inaugurado em 31 de agosto de 1967, e é considerado atrativo turístico.
Por esta praça, segundo dados de 2009, circulam diariamente cerca de dezoito mil veículos.